# 炎の蜃気楼
『炎の蜃気楼』（ほのおのミラージュ）は、桑原水菜による日本のライトノベル。イラストは東城和実、浜田翔子らが担当している。略称は「炎ミラ」。コバルト文庫（集英社）より1990年11月から2017年12月まで刊行された。2018年1月時点でシリーズ累計発行部数は683万部を記録している。
本編の前日譚である「邂逅編」・「幕末編」・「昭和編」も連載。ドラマCDやイメージアルバム（音楽CD）が発売されたほか、1994年から『セリエミステリー』（白泉社）にて浜田翔子の作画で漫画化。『ミステリーボニータ』（秋田書店）2020年9月特大号より2024年11月号まで『炎の蜃気楼R』（ほのおのミラージュリブート）のタイトルで浜田翔子の作画により連載された。
2002年にキッズステーションでアニメ化・2004年には続編のOVAが製作されたり、2014年から昭和編シリーズの舞台化がされるなどメディアミックスは多岐にわたる。

## あらすじ
かつて敗れ去った戦国武将が怨霊として甦り、再び戦国時代をやり直して生き人たちの世を転覆させようとする《闇戦国》。
軍神となった上杉謙信の霊魂は闇戦国を阻止するため、上杉景虎、直江信綱、安田長秀、柿崎晴家、色部勝長を《換生者》としてこの世に甦らせ、生き人たちに仇なす怨霊たちを冥界へと《調伏》する冥界上杉軍・上杉夜叉衆を結成させた。
本作は総大将・上杉景虎とその監視役となった直江信綱の関係にフォーカスを当て、四百年もの時代をまたぐ怨霊たちとの戦いと、生き人の体を奪って生きる換生者としての苦悩や生き人の世の中に隠れて生きる苦しみを経て、生きることや真実の愛とは何かを求めていく姿を描いた大河サイキック・アクションシリーズである。

## 外伝作品

### 『真皓き残響』（『炎の蜃気楼』邂逅編）
『炎の蜃気楼』シリーズの「はじまりの物語」。イラスト担当はほたか乱。舞台は現代から400年前、夜叉衆が死した御館の乱の遺恨が残る戦国時代。初めての換生を経た景虎と直江が運命の出逢いを果たし、夜叉衆が集結するまでが描かれる。
御館の乱に敗れ若くして非業の死を遂げた上杉景虎の怨霊は、自分を死に追いやった上杉景勝への怨念から越後に甦り様々な災いをもたらしていた。越後を訪れた僧侶・勝元（色部勝長）の手で冥界へと〈調伏〉された景虎は、養父・上杉謙信の魂の呼びかけにより改心する。
謙信から冥界上杉軍の核となる行動部隊「夜叉衆」を率いる総大将の任を命じられた景虎は、〈換生者〉となり二度目の生を受けて怨霊調伏の使命を果たすこととなる。そして、景虎を再び悪の道に走らせないよう見張るための後見人に謙信が指名したのは、景虎の仇敵である景勝一派のひとり・直江信綱だった。
生前敵対関係にあった景虎と直江が謙信の命令で主従関係を結び、物語はスタートする。死人でありながら生者を守るために、自分たちと同じ境遇の怨霊を祓う立場にあるという矛盾を抱えた夜叉衆。怨霊と成り果てた者の無念に共感しながら、そして生き人の命を奪って成り代わる〈換生〉の業の深さを突きつけられながら、怪事件を解決していく。
- 宿体名/通り名/換生者
- 兵蔵太/三郎次/上杉景虎
- 安積九郎左衛門/九郎左衛門/直江信綱
- 杣の葵助/葵助/柿崎晴家
- 勝元/色部勝長
- 速之助/四郎佐/安田長秀

### 『炎の蜃気楼』幕末編
『炎の蜃気楼』シリーズの幕末編。イラスト担当はほたか乱（邂逅編に引き続き）。邂逅編の時代から200年が経ち、冥界上杉軍の使命である怨霊調伏はもはや形骸化。換生を繰り返し、終わりの見えない生を歩む事に葛藤する夜叉衆。
勤王派と佐幕派が対立し血生臭い争いを繰り広げる幕末の京都では、夜叉衆もそれぞれの派閥に分かれて立場上は敵同士になっていた。そんな中で「上杉景虎」を名乗り、勤王派ばかりを襲う人斬りが出没する。お蔦（柿崎晴家）は偽景虎の正体を見極めようとする。
幕末という理想や希望・夢など、自分たちが忘れかけたものを抱えて「生きる」人々と時代。それらと出会った夜叉衆がどう感じ、生きたのかを描く。使命が続く限り死の安息は許されず苦悩を深める景虎、ひたむきに景虎への忠誠を注ぐ直江という構図は既に出来上がっている。
- 宿体名/通り名/換生者
- 兵蔵太/三郎次/上杉景虎
- 安積九郎左衛門/九郎左衛門/直江信綱
- 杣の葵助/葵助/柿崎晴家
- 勝元/色部勝長
- 速之助/四郎佐/安田長秀

### 『炎の蜃気楼』昭和編
邂逅編完結に伴い、新たな物語の幕が開くこととなった。イラスト担当は高嶋上総。舞台は終戦から10年後、昭和30年代の日本。
第二次世界大戦を経験した夜叉衆が戦後の高度経済成長期の中、どのような姿でその時代と共に奮闘していたのかが描かれる。
新橋駅近くのホール「レガーロ」に響く歌姫・小杉マリーの歌声に聞き惚れるボーイ兼用心棒・朽木慎治の前に、戦死した彼の友人を名乗る男が現れる。男に襲われた朽木を救ったのは、ホール係の加瀬賢三（上杉景虎）とマリー（柿崎晴家）だった。一方、医大生・笠原尚紀（直江信綱）は龍の加護を受けている後輩・坂口靖雄と知り合う。
景虎と直江の関係のカギを握り、本編にも深く関わる北里美奈子は主人公の「前生」に登場。30年後の現代における二人の確執が決定的となった事件の全貌が明かされる、シリーズの完結編。
2014年秋から2018年夏にかけて順次舞台化。全5作上演された。詳細は下記「#舞台『炎の蜃気楼』昭和編」を参照。
- 宿体名/換生者
- 加瀬賢三/上杉景虎
- 笠原尚紀/直江信綱
- 小杉マリー/柿崎晴家
- 佐々木由紀雄/色部勝長
- 宮路良/安田長秀

## 登場人物
括弧内（ ）に特に説明のないキャストはドラマCD・ラジオドラマ・ときめきテレフォン・アニメ版共通。現名が記載されていないキャラクターは、現代でのキャラクターが不明な人物。キャラクターによって、現名での呼称があったり転生前の名前で呼んだりしているため、2つを併記する。

### 本編に登場する人物
現名：仰木高耶（おうぎ たかや） / 上杉景虎（うえすぎ かげとら）
声 - 関俊彦、 光岡湧太郎（まほろばの龍神）
本作の主人公の一人。長野県松本市在住の城北高校二年生。16歳。7月23日生まれ。身長178.5cm。血液型はO型。
目つきがキツくぶっきらぼうな少年で、潔癖なほどにまっすぐな性格。趣味はバイク。家事全般が得意で、得意料理は肉じゃが。中学時代に父が事業を失敗して両親は離婚。酒乱の父から妹・美弥を庇う日々の中で非行に走り、松本中で「深志の仰木」と恐れられたが、譲の尽力で更生した。極度の人間不信だが、気を許した相手には人懐っこい。年上の男性に弱い（綾子談）。
正体は御館の乱で非業の死を遂げて怨霊と化した後、義父の上杉謙信の魂から冥界上杉軍・上杉夜叉衆総大将を任じられた上杉景虎の換生者。400年に渡って宿体を変えながら怨霊調伏を続けていたが、30年前のある事件をきっかけに織田信長に敗死した後は、記憶を封印して今生の母・佐和子の胎内で胎児換生した。生前は「三国一の美少年」と言われた絶世の美男で、瞳には他人を惹きつける魔性の力があるとされる。換生を重ねる行為への罪悪感から「宿体となった人間の分まで生を全うする」という信条を持っていた。
命がけで守ってくれる直江を慕い始めるが、自分が景虎の身代わりでしかないというジレンマに悩む。記憶を取り戻してからは冷徹な性格になり、直江につらく当たるようになる。生前上杉家への人質に出される以前に、兄に反感を持つ北条家の家臣や小姓数名に凌辱され、性嫌悪症となっている。過去の因縁から直江に「勝ち続けること」にこだわっていたが、彼に自分の弱さを知られれば見放されてしまうのではないかという不安を抱いている。
現名：橘義明（たちばな よしあき） / 直江信綱（なおえ のぶつな）
声 - 速水奨、 松橋登（まほろばの龍神）、 辻谷耕史（最愛のあなたへ）
本作の主人公の一人。高耶の前に現れた謎の青年。夜叉衆参謀で景虎（高耶）の後見人。28歳。5月3日生まれ。身長187cm。血液型はAB型。パーラメントのタバコをふかし、エゴイストの香りを身にまとう。愛車はダークグリーンのウィンダム。ゴールドカード家族会員。宇都宮にある光厳寺の三男で四人兄弟の末っ子。兄の不動産会社を手伝いながら実家の僧侶も兼業する。
喪服としてスーツを常に着用し、日本人離れした体躯や、色素の薄い髪と鳶色の瞳を持つ青年。物腰穏やかで実直だが、目的のためには手段を選ばない。一人称は「私」だが感情が昂ると「俺」に変わる。自らを「狂犬」と豪語するなど言動に予測がつかない（のちにその理由は昭和編で明かされるが、本編との擦り合わせが不自然であり、昭和編に限らず邂逅編なども本編と切り離してパロディとして捉える方が最善である)。30年前に景虎が行方不明になるきっかけとなる事件を起こした。今生では自殺未遂や不特定多数の女性と関係を持つなどの荒れた生活を送り、今生の家族に支えられてきたことを感謝している。
生前は景虎を滅ぼした上杉景勝派だったが暗殺されて怨霊となり、換生した後は謙信に景虎の目付役を任命され、他人を換生する能力を与えられている。本編でこそ洗練されたプレイボーイだが、初生の頃は無骨な朴念仁で、生前の妻・お船に「木偶人形」と罵られていた。自らの存在意義を「景虎の批判者」と捉えているため歪な関係だったが、景虎の葛藤をよく知っており、どんなことがあっても必ず傍にいようと決めている。努力型の秀才だが天賦の才には恵まれず、他を圧倒するカリスマ性を持ち、長年自分を押さえつけて屈服させ続けた景虎に対して愛憎半ばの葛藤を抱えている。かつての殺した者と殺された者という関係から「勝者と敗者」の関係にこだわっていた。
現名：千秋修平（ちあき しゅうへい） / 安田長秀（やすだ ながひで）
声 - 松本保典
安田長秀の換生者。自称「霊界のブラピ」。茶色い長髪を括り、眼鏡をかけた遊び人風の青年。19歳。4月1日生まれ。血液型はB型。
飄々としていて、マイペースな皮肉屋。しがらみを嫌う性格で夜叉衆からも一歩引いた立場を取り、胎児換生を基本とせず宿体の家族にも気兼ねしない。その割には義理堅い性分で、夜叉衆や仲間のことは気にかけている。
得意の催眠暗示を利用し、年齢を誤魔化して高耶のクラスメートで「親友」に成りすます。戦闘能力は景虎に次ぐ夜叉衆ナンバー2の実力者で、直江同様生前は景勝派の人間。謙信の側近だった矜恃から景虎に反発していたが、現在では景虎をライバルであり仲間として認めている。
愛車はガングレーメタリックのレパード。自他共に認めるフェミニストで女性に優しい。ただし元は男性である綾子は例外で、しょっちゅういがみ合っているが相性は良い。
生前の頃の醜い容姿がコンプレックスで、換生の際には必ず美形の宿体を選んでいる。
現名：門脇綾子（かどわき あやこ） / 柿崎晴家（かきざき はるいえ）
声 - 玉川紗己子（テレビアニメ・OVA）
柿崎晴家の換生者。ソバージュの長い髪をなびかせるスレンダー美女。21歳現役女子大生。12月9日生まれ。血液型はA型。
高い霊査能力を持つ、夜叉衆の紅一点でムードメーカー。豪胆な姐御肌で、腕っぷしも強い。女性らしい繊細さも併せ持ち、気配りが得意。高耶にとっては姉のような頼れる存在。400年前からの酒好きでザル。
生前は景虎派に属し、景虎を崇拝していた。『邂逅編』では御館の乱で景虎を滅ぼし、自分の暗殺を指示した張本人でもあった直江を敵視していた。
愛車のYAMAHAのFZR400「エッちゃん」を乗り回し、初対面の高耶にバイクレースをけしかけた。
原名から分かる通り、元々は男性だった。200年前にお蔦という女性に換生していた頃、医者の青年・曽根慎太郎と恋仲になるが死別してしまう。慎太郎の遺した「生まれ変わって会いに行く」という約束を信じ、再会する日を待つために女性の宿体へと換生し続けている。ある時期までは「蔦」を名乗っていた。
現名：成田譲（なりた ゆずる） / 上杉景勝（うえすぎ かげかつ） / 弥勒菩薩（みろくぼさつ）
声 - 松野太紀（テレビアニメ＆鷲よ、誰がために飛ぶ）、 古本新之輔（ときめきテレフォン）、 阪口大助（ラジオドラマ）
高耶の中学時代からの親友で理解者。16歳。城北高校二年生で高耶と同じクラスに在籍。成田歯科医院の一人息子。10月19日生まれ。
成績優秀・穏やかな性格で一見すると大人しそうな優等生タイプだが、ここぞと決めた時には梃子でも動かない頑固な面も。洞察力にすぐれ偏見を持たず、毒舌家の気がある。荒れて問題児扱いされていた頃の高耶に臆する事なく接し、高耶の更生に尽力。高耶のことをいつも心配していた。
元より霊媒体質であったが、炎に包まれる夢を見てから間もなく武田信玄に憑依された事件を皮切りに、立て続けに怪現象に巻き込まれる。高坂から「六道界の脅威」と予言される。
実は400年前に御館の乱で景虎を滅ぼした景虎の義弟・上杉景勝・坂上田村麻呂・そして弥勒菩薩の生まれ変わりである事が発覚。弥勒の力を利用して闇戦国制覇を狙う武田方の元で覚醒する。
現名：新井公彦（あらい きみひこ） / 高坂弾正（こうさか だんじょう）
声 - 堀内賢雄（テレビアニメ）、 小杉十郎太（最愛のあなたへ）、 塩沢兼人（ときめきテレフォン）
大学生。ルージュを引いたように赤い唇をした、女と見まごう美青年。1月18日生まれ。血液型はB型。
武田信玄の家臣で妾。武田方参謀として闇戦国制覇を目指すが、別の目的も持つようで言動に謎が多い。情報収集を得意とする鵺を配下に持ち、夜叉衆の内情にも詳しい。夜叉衆同様に換生を重ねており、相当な霊査能力を宿している。
神出鬼没で、慇懃無礼な性格。ふらりと現れては直江をおちょくるのを生き甲斐にしている。
正体は桓武天皇の甥である春原五百枝（皇位は返上している）で、高坂弾正の宿体は何度目かの換生。破滅的な未来を予見・回避する為に換生し続けており、高耶達や信玄をも利用していた。
北条氏政（ほうじょう うじまさ）
声 - 納谷六朗（テレビアニメ）
氏康の子で景虎の実兄。北条家を率いて闇戦国に参戦。
北条の跡取りとしての責任感から終始冷酷非情に徹する。本編では憎まれ役だが実は番外編『群青』で明かされている通り、三郎（景虎）への情が決して無いわけではない。
北条氏照（ほうじょう うじてる）
声 - 田中秀幸
氏政の弟で景虎の実兄。猪突猛進な熱血漢で、三郎（景虎）を溺愛。ある事件で心に大きな傷を負ったまま上杉に人質に取られていった弟を非常に心配しており、北条に取り戻したがっていた。
兄と共に闇戦国に参戦。立場上敵対関係にある高耶に対し、北条の家に帰って来いと勧める。
北条氏康（ほうじょう うじやす）
景虎の実父。謙信と同じように転生も換生もせず土地神となり、龍の姿に化身している。
風魔小太郎（ふうま こたろう）
声 - 宮本充（テレビアニメ）
北条家に仕える風魔一族の忍び。寡黙で無表情だが任務には常に忠実。感情を解さず、「機械人間」と評される。直江と背格好が似ている。
直江の死を受け入れられない高耶の望むまま、ぎこちなくも直江を演じていく内に高耶を愛するようになってしまう。
色部勝長（いろべ かつなが）
夜叉衆最年長で最古参メンバー。思慮深く温厚な人物で、謙信への忠誠心に篤い。
第一部時点の宿体は幼児だったが、第二部から壮年男性に換生して夜叉衆に合流する。
『邂逅編』では御館の乱で景虎派と景勝派に分かれて殺し合った末に換生し、対面したばかりの殺伐とした夜叉衆を仲裁する苦労人として描かれる。非業の死を恨んで怨霊大将となり越後を荒らしていた景虎を調伏し、謙信の魂に導かれ現世に舞い戻った彼を夜叉衆に迎え入れた。色部自身は謙信の病没前に討死しているため、お家騒動とは関わりがなく一同の潤滑剤となっていた。ある時期までは僧侶の「勝元」を名乗っていた。
織田信長（おだ のぶなが）
声 - 置鮎龍太郎（テレビアニメ）
夜叉衆最大の宿敵。闇戦国を利用して世界の支配を企む黒幕的存在。「第六天魔王」の異名で畏怖されており、圧倒的なカリスマ性の持ち主。
傲岸不遜かつ唯我独尊、支配欲や征服欲の強い残忍な人物で、破魂波や魔王の種といった特殊能力を持つやっかいな相手。また、自分の関心を引いた人間への執着心も強い。
譲に憑依して復活。のちに人気ロックバンド「SEEVA」のリーダー・斯波英士に換生する。
現名：波多山智（はたやま さとし） / 森蘭丸（もり らんまる）
声 - 関智一（テレビアニメ）
城北高校への転入生で、譲の部活の後輩。白人とのハーフで金髪の美少年。
その正体は織田信長の小姓で愛妾・森蘭丸の換生者。信長に心酔しており、彼の野望を叶えるために右腕として暗躍する。
森野沙織（もりの さおり）
声 - 矢島晶子（テレビアニメ）
高耶と譲のクラスメート。ハキハキと明るく活発な性格で物怖じせず、クラスで浮き気味の高耶とも親しく接する。6月16日生まれ。
譲に好意を寄せているのはクラスで周知の事実だが、当の譲は気づいていない。
仰木美弥（おうぎ みや）
声 - 丹下桜（鷲よ、誰がために翔ぶ＆ときめきテレフォン）、 三浦智子（テレビアニメ）
高耶の3歳下の妹で中学生。天真爛漫なお兄ちゃんっ子で素直な甘えん坊だが、芯が強くてしっかり者。
荒れた家庭環境で苦労をさせた負い目もあり、高耶は何があっても絶対に美弥を危険に晒したくないと考えている。
橘照弘（たちばな てるひろ）
声 - 田中秀幸（鷲よ、誰がために翔ぶ＆ときめきテレフォン）
直江信綱こと橘義明の12歳上の兄。光厳寺の長男で僧侶免許を持つが家を継がず、不動産会社・橘不動産を経営。堅実な手腕のやり手実業家だが茶目っ気のある性格。
直江を運転手兼秘書としてこき使う。しかし幼い頃から絶望を抱え、ひきこもりや不登校・度重なる自殺未遂などで家族に散々心配をかけてきたこの末弟の行く末を案じている。
武田由比子（たけだ ゆいこ）
声 - 折笠愛（テレビアニメ）
東京の女子高生。高坂の手引きにより武田信玄の正室・三条の方に憑依されてしまう。おとなしく控えめな性格で、沙織と親しくなる。自分を助けてくれた高耶に憧れていた。
荒木村重（あらき むらしげ）
声 - 郷田ほづみ（OVA）
ハザマ製菓の社長・狭間繁治が所持する荒木一族の怨霊が封印された遺髪曼陀羅を狙う怨将。宿体が綾子の恋人・慎太郎に瓜二つ。

### 邂逅編 真皓き残響に登場する人物
宿体：兵蔵太 → 三郎次 / 上杉景虎
宿体：安積 九郎左衛門 / 直江信綱
宿体：杣の葵助 / 柿崎晴家
宿体：勝元 / 色部勝長
宿体：速之助（四郎佐） / 安田長秀

### 幕末編に登場する人物
宿体：黒田 信右衛門 → 春日 信三郎 / 上杉景虎
宿体：校倉 忠臣 / 直江信綱
宿体：蔦 / 柿崎晴家
宿体：嵯峨野 善兵衛 / 安田長秀
宿体：勝元 / 色部勝長

### 昭和編に登場する人物
宿体：加瀬賢三 / 上杉景虎
宿体：笠原尚紀 / 直江信綱
宿体：小杉マリー / 柿崎晴家
宿体：宮路良 / 安田長秀
宿体：佐々木由紀雄 / 色部勝長
朽木慎治
宿体：ジェイムス・D・ハンドウ / 森蘭丸
名詰幸太
高坂弾正
北里美奈子（きたざと みなこ）
仰木高耶になる前の景虎（加瀬賢三）の恋人だった女性。30年前の事件の発端となった人物。
東雲次郎
執行健作

## 用語
冥界上杉軍（めいかいうえすぎぐん）
死後軍神となった上杉謙信が、平安を憎んで生き人たちの世を転覆させようと企む戦国の怨霊を鎮めるために、上杉家ゆかりの霊を集めて組織した軍。
夜叉衆をはじめ上杉に仕えた武士たちの霊や、上杉に縁のある憑依霊や地縛霊などで構成される。
謙信の養子である夜叉衆総大将・上杉景虎が指揮権を持つ。闇戦国勃発後は闇戦国の終結が専らの使命。
上杉夜叉衆（うえすぎやしゃしゅう）
冥界上杉軍の中核をなす行動部隊。総大将である上杉景虎・直江信綱・安田長秀・柿崎晴家・色部勝長の計五名で構成される。
毘沙門天の力を借り、怨霊と戦うための特別な霊能力を授けられている。夜叉衆自身も元は怨霊であった。
換生（かんしょう）
怨霊が魂の浄化を行わずに生前の記憶を持ったまま生きた人間に憑依し、体の持ち主の魂を追い出してその肉体を乗っ取ってしまう行為。ある程度の霊力を持った怨霊にしかできない。
魂を浄化して前世の記憶を失い生まれ変わる輪廻転生とは明確に区別されている。
なお、換生されて肉体を追い出された元の体の持ち主はそのまま死亡してしまう。夜叉衆のメンバーは安田長秀を除いて胎児換生を是としている。
調伏（ちょうぶく）
上杉夜叉衆が上杉謙信より授けられた特殊能力。
毘沙門天の真言を唱えて印を結ぶことで、霊魂を浄化し強制的に冥界へと送り返すことができる。
闇戦国（やみせんごく）
憑依や換生でこの世に甦った戦国武将の怨霊たちが、かつての敗北を否定し現代で天下をかけた戦乱を繰り広げること。
宿体（しゅくたい）
換生者が換生する肉体。または換生された人間を指す。
憑坐（よりまし）
霊体が憑依する肉体。または憑依された人間を指す。
憑依霊（ひょういれい）
憑坐に憑依する霊体。換生の前段階でもある。
思念波（しねんは）
霊力のある者同士が行使できる意思疎通手段。いわゆるテレパシー。
外縛（げばく）
怨霊を縛り動けなくすること。
軒猿（のきざる）
冥界上杉軍に所属する忍者集団で、もとは上杉家のお抱え忍者衆。主に諜報活動に奔走する。
白衣女（びゃくいめ）
冥界上杉軍に所属する鎮守霊の集団。各地の動向を夜叉衆に伝える役目を持つ。
毘沙門刀（びしゃもんとう）
上杉夜叉衆総大将・上杉景虎が発動させる武器で、怨霊を斬り伏せることにより調伏が可能。
景虎の生前からの愛刀・吉祥丸（御館の乱では景虎の自刃にも使用）が変化したもの。
霊波同調（れいはどうちょう）
自分以外の相手に自分の霊波を同調させ、その体を自分のもののように操り動かすこと。憑依とは別物。相当な霊力を持つ者だけが行使できる。
ほとんどの場合御仏の眷属・護法童子を対象にするが、直江信綱は現代人相手にこれをやってのけた。
破魂波（はこんは）
織田信長のみが行使できる、魂魄を砕いて消滅させてしまう力。
魔王の種（まおうのたね）
織田信長により作られる赤い霊石。これを額に植え付けられた者は、信長の意思に直接繋がされて隷属にされてしまう。
魂魄そのものに根を張るため、無理に引き剥がそうとすれば人格崩壊を起こす。
六道界（ろくどうかい）
赤鯨衆（せきげいしゅう）
第三部『四国編』以降登場。長宗我部家の復興を願う一領具足を中心とした怨霊集団。
古代の大怨霊・鬼八の呪いにより毒に侵されて逃げ出して来た高耶を、上杉景虎その人と知らずに受け入れる。
裂命星（れつみょうせい）
莫大なエネルギーを持つ隕石。織田の家臣・三好が管理。
裏四国（うらしこく）
死者と生者が共存して暮らすことができる国。この裏四国の成就こそが、四国編からの展開に重大な関わりを持つ。

## 制作背景
主人公・仰木高耶（上杉景虎）と副主人公・橘義明（直江信綱）に、作者がイエスとユダのイメージを重ねるようになったのは、友人から「直江と景虎は（ユダとイエスの関係に）どこか似ている」と指摘されたのがきっかけである。また、読者から「ふたりの関係は太宰治の『駆込み訴え』の影響で設定したのですか」と聞かれる事があるが、そうではなくて、直江と高耶を書いてゆくうちにあの作品とも巡り会った」のだと、単行本及び文庫本『アウディ・ノス』のあとがきで作者自身が語っている。

## 反響・影響
普通の高校生であり（最初記憶はないが）カリスマある歴戦の将でもある主人公・仰木高耶（上杉景虎）と、彼に愛憎が混じる複雑な感情を向ける臣下の直江信綱との関係性（性描写を含む）は、読者に大きな衝撃を与えた。
ポピュラー、ノンポピュラーを問わず、実在した歴史人物たちをモデルに彼らの心の裡の悩み・葛藤・喜びなどを巧みな心理描写で書き出している。その卓越したストーリー性とジェットコースターのような予想を超える展開で、若い女性たちを中心に絶大な支持を得た。今でいうボーイズラブ的なものを好む層への影響は非常に大きい。
歴女ブームの先駆けとなった作品。ライトノベルやまんが作品の舞台めぐり（いわゆる「聖地巡礼」）のはしりとされ、作中に登場した日本全国の寺社や史跡などをファン（本作の題名をもじって「ミラジェンヌ」とも呼ばれる）が巡る「ミラージュ紀行（ミラージュ・ツアー）」という旅行でも知られており、各地に相当な経済効果をもたらしたという。

## 既刊一覧

### 小説・本編
- 桑原水菜（著）・東城和実（イラスト）[注 1] / 浜田翔子（イラスト）[注 2] / 竹田逸子（イラスト）[注 3]、集英社〈コバルト文庫〉、全47巻
  1. 『炎の蜃気楼』1990年11月10日第1刷発行（11月2日発売[11]）、ISBN 4-08-611479-8
  2. 『炎の蜃気楼2 緋の残影』1991年3月10日第1刷発行（3月1日発売[12]）、ISBN 4-08-611515-8
  3. 『炎の蜃気楼3 硝子の子守歌』1991年6月10日第1刷発行（6月1日発売[13]）、ISBN 4-08-611542-5
  4. 『炎の蜃気楼4 琥珀の流星群』1991年9月10日第1刷発行（9月3日発売[14]）、ISBN 4-08-611566-2
  5. 『炎の蜃気楼5 まほろばの龍神』1991年12月10日第1刷発行（12月3日発売[15]）、ISBN 4-08-611592-1
  6. 『炎の蜃気楼断章 最愛のあなたへ―My Only Dictator―』1992年3月10日第1刷発行（3月3日発売[16]）、ISBN 4-08-611617-0
    - 本編『炎の蜃気楼』における第5.5巻の位置付けとなっている。

  7. 『炎の蜃気楼6 覇者の魔鏡（前編）』1992年5月10日第1刷発行（5月1日発売[17]）、ISBN 4-08-611637-5
  8. 『炎の蜃気楼7 覇者の魔鏡（中編）』1992年8月10日第1刷発行（8月1日発売[18]）、ISBN 4-08-611665-0
  9. 『炎の蜃気楼8 覇者の魔鏡（後編）』1992年10月10日第1刷発行（10月2日発売[19]）、ISBN 4-08-611685-5
  10. 『炎の蜃気楼9 みなぎわの反逆者』1993年3月10日第1刷発行（3月3日発売[20]）、ISBN 4-08-611730-4
  11. 『炎の蜃気楼10 わだつみの楊貴妃（前編）』1993年8月10日第1刷発行（8月3日発売[21]）、ISBN 4-08-611766-5
  12. 『炎の蜃気楼11 わだつみの楊貴妃（中編）』1993年11月10日第1刷発行（11月2日発売[22]）、ISBN 4-08-611792-4
  13. 『炎の蜃気楼12 わだつみの楊貴妃（後編）』1994年1月10日第1刷発行（1月3日発売[23]）、ISBN 4-08-611808-4
  14. 『炎の蜃気楼13 黄泉への風穴（前編）』1994年5月10日第1刷発行（5月2日発売[24]）、ISBN 4-08-611847-5
  15. 『炎の蜃気楼14 黄泉への風穴（後編）』1994年8月10日第1刷発行（8月3日発売[25]）、ISBN 4-08-611878-5
  16. 『炎の蜃気楼15 火輪の王国（前編）』1995年1月10日第1刷発行（1月3日発売[26]）、ISBN 4-08-614026-8
  17. 『炎の蜃気楼16 火輪の王国（中編）』1995年4月10日第1刷発行（4月1日発売[27]）、ISBN 4-08-614057-8
  18. 『炎の蜃気楼17 火輪の王国（後編）』1995年9月10日第1刷発行（9月1日発売[28]）、ISBN 4-08-614106-X
  19. 『炎の蜃気楼18 火輪の王国（烈風編）』1996年1月10日第1刷発行（1995年12月22日発売[29]）、ISBN 4-08-614128-0
  20. 『炎の蜃気楼19 火輪の王国（烈濤編）』1996年2月10日第1刷発行（2月2日発売[30]）、ISBN 4-08-614158-2
  21. 『炎の蜃気楼20 十字架を抱いて眠れ』1996年8月10日第1刷発行（7月25日発売[31]）、ISBN 4-08-614218-X
  22. 『炎の蜃気楼 Exaudi nos アウディ・ノス』1997年1月10日第1刷発行（1996年12月25日発売[32]）、ISBN 4-08-614273-2
    - 本作のみイラスト担当者のクレジットがされていない。

  23. 『炎の蜃気楼21 裂命の星』1997年4月10日第1刷発行（4月1日発売[33]）、ISBN 4-08-614302-X
  24. 『炎の蜃気楼22 魁の蠱』1997年7月10日第1刷発行（7月1日発売[34]）、ISBN 4-08-614338-0
  25. 『炎の蜃気楼 砂漠殉教』1997年10月10日第1刷発行（10月3日発売[35]）、ISBN 4-08-614374-7
    - 本編『炎の蜃気楼』における第20.5巻の位置付けとなっている。

  26. 『炎の蜃気楼23 怨讐の門（青海編）』1998年1月10日第1刷発行（1997年12月25日発売[36]）、ISBN 4-08-614408-5
  27. 『炎の蜃気楼24 怨讐の門（赤空編）』1998年4月10日第1刷発行（4月1日発売[37]）、ISBN 4-08-614440-9
  28. 『炎の蜃気楼25 怨讐の門（白雷編）』1998年7月10日第1刷発行（7月1日発売[38]）、ISBN 4-08-614474-3
  29. 『炎の蜃気楼26 怨讐の門（黒陽編）』1998年10月10日第1刷発行（10月2日発売[39]）、ISBN 4-08-614506-5
  30. 『炎の蜃気楼27 怨讐の門（黄壌編）』1999年1月10日第1刷発行（1998年12月25日発売[40]）、ISBN 4-08-614538-3
  31. 『炎の蜃気楼28 怨讐の門（破壤編）』1999年5月10日第1刷発行（4月27日発売[41]）、ISBN 4-08-614581-2
  32. 『炎の蜃気楼29 無間浄土』2000年1月10日第1刷発行（1999年12月24日発売[42]）、ISBN 4-08-614670-3
  33. 『炎の蜃気楼30 燿変黙示録Ⅰ（那智の章）』2000年4月10日第1刷発行（3月31日発売[43]）、ISBN 4-08-614701-7
  34. 『炎の蜃気楼31 燿変黙示録Ⅱ（布都の章）』2000年11月10日第1刷発行（11月1日発売[44]）、ISBN 4-08-614777-7
  35. 『炎の蜃気楼32 燿変黙示録Ⅲ（八咫の章）』2001年5月10日第1刷発行（4月27日発売[45]）、ISBN 4-08-614847-1
  36. 『炎の蜃気楼33 燿変黙示録Ⅳ（神武の章）』2001年11月10日第1刷発行（11月2日発売[46]）、ISBN 4-08-600026-1
  37. 『炎の蜃気楼34 燿変黙示録Ⅴ（天魔の章）』2002年6月10日第1刷発行（6月1日発売[47]）、ISBN 4-08-600115-2
  38. 『炎の蜃気楼35 燿変黙示録Ⅵ（乱火の章）』2002年8月10日第1刷発行（7月26日発売[48]）、ISBN 4-08-600141-1
  39. 『炎の蜃気楼 群青』2002年9月10日第1刷発行（9月3日発売[49]）、ISBN 4-08-600153-5
  40. 『炎の蜃気楼36 燿変黙示録Ⅶ（濁破の章）』2002年11月10日第1刷発行（11月1日発売[50]）、ISBN 4-08-600179-9
  41. 『炎の蜃気楼37 革命の鐘は鳴る』2003年1月10日第1刷発行（2002年12月25日発売[51]）、ISBN 4-08-600203-5
  42. 『炎の蜃気楼38 阿修羅の前髪』2003年7月10日第1刷発行（7月1日発売[52]）、ISBN 4-08-600282-5
  43. 『炎の蜃気楼39 神鳴りの戦場』2003年11月10日第1刷発行（10月31日発売[53]）、ISBN 4-08-600336-8
  44. 『炎の蜃気楼 真紅の旗をひるがえせ』2004年1月10日第1刷発行（2003年12月25日発売[54]）、ISBN 4-08-600359-7
  45. 『炎の蜃気楼40 千億の夜をこえて』2004年5月10日第1刷発行（4月27日発売[55]）、ISBN 4-08-600412-7
  46. 『炎の蜃気楼メモリアル』2005年5月10日第1刷発行（4月28日発売[56]）、ISBN 4-08-600582-4
  47. 『炎の蜃気楼 赤い鯨とびいどろ童子』2007年8月10日第1刷発行（8月1日発売[57]）、ISBN 978-4-08-601048-1

### 小説・外伝
『真皓き残響』（『炎の蜃気楼』邂逅編）
- 「妖刀乱舞」から「十三神将」までは表題にナンバリングが付与されていたが、「琵琶島姫」以降は外れている。
- 桑原水菜（著）・ほたか乱（イラスト）、集英社〈コバルト文庫〉、全15巻
  1. 『炎の蜃気楼邂逅編 真皓き残響 夜叉誕生（上）』2001年4月10日第1刷発行（4月3日発売[58]）、ISBN 4-08-614834-X
  2. 『炎の蜃気楼邂逅編 真皓き残響 夜叉誕生（下）』2001年4月10日第1刷発行（4月3日発売[59]）、ISBN 4-08-614835-8
  3. 『炎の蜃気楼邂逅編2 真皓き残響 妖刀乱舞（上）』2001年6月10日第1刷発行（6月1日発売[60]）、ISBN 4-08-614859-5
  4. 『炎の蜃気楼邂逅編2 真皓き残響 妖刀乱舞（下）』2001年6月10日第1刷発行（6月1日発売[61]）、ISBN 4-08-614860-9
  5. 『炎の蜃気楼邂逅編3 真皓き残響 外道丸様（上）』2002年1月10日第1刷発行（2001年12月21日発売[62]）、ISBN 4-08-600050-4
  6. 『炎の蜃気楼邂逅編3 真皓き残響 外道丸様（下）』2002年1月10日第1刷発行（2001年12月21日発売[63]）、ISBN 4-08-600051-2
  7. 『炎の蜃気楼邂逅編4 真皓き残響 十三神将』2003年8月10日第1刷発行（7月25日発売[64]）、ISBN 4-08-600295-7
  8. 『炎の蜃気楼邂逅編 真皓き残響 琵琶島姫』2008年2月10日第1刷発行（2月1日発売[65]）、ISBN 978-4-08-601121-1
  9. 『炎の蜃気楼邂逅編 真皓き残響 氷雪問答』2008年7月10日第1刷発行（7月1日発売[66]）、ISBN 978-4-08-601180-8
  10. 『炎の蜃気楼邂逅編 真皓き残響 奇命羅変』2009年8月10日第1刷発行（7月31日発売[67]）、ISBN 978-4-08-601316-1
  11. 『炎の蜃気楼邂逅編 真皓き残響 十六夜鏡』2010年5月10日第1刷発行（4月27日発売[68]）、ISBN 978-4-08-601404-5
  12. 『炎の蜃気楼邂逅編 真皓き残響 仕返換生』2011年5月10日第1刷発行（4月28日発売[69]）、ISBN 978-4-08-601520-2
  13. 『炎の蜃気楼邂逅編 真皓き残響 神隠地帯』2012年4月10日第1刷発行（3月30日発売[70]）、ISBN 978-4-08-601623-0
  14. 『炎の蜃気楼邂逅編 真皓き残響 蘭陵魔王』2012年12月10日第1刷発行（11月30日発売[71]）、ISBN 978-4-08-601686-5
  15. 『炎の蜃気楼邂逅編 真皓き残響 生死流転』2013年12月10日第1刷発行（11月30日発売[72]）、ISBN 978-4-08-601767-1

『炎の蜃気楼』幕末編
- 桑原水菜（著）・ほたか乱（イラスト）、集英社〈コバルト文庫〉、全2巻
  1. 『炎の蜃気楼幕末編 獅子喰らう』2009年4月10日第1刷発行（4月1日発売[73]）、ISBN 978-4-08-601275-1
  2. 『炎の蜃気楼幕末編 獅子燃える』2013年5月10日第1刷発行（5月1日発売[74]）、ISBN 978-4-08-601721-3

『炎の蜃気楼』昭和編
- 桑原水菜（著）・高嶋上総（イラスト）、集英社〈コバルト文庫〉、全11巻
  1. 『炎の蜃気楼昭和編 夜啼鳥ブルース』2014年1月10日第1刷発行（2013年12月27日発売[75]）、ISBN 978-4-08-601775-6
  2. 『炎の蜃気楼昭和編 揚羽蝶ブルース』2014年4月10日第1刷発行（4月1日発売[76]）、ISBN 978-4-08-601795-4
  3. 『炎の蜃気楼昭和編 瑠璃燕ブルース』2014年7月10日第1刷発行（7月1日発売[77]）、ISBN 978-4-08-601815-9
  4. 『炎の蜃気楼昭和編 霧氷街ブルース』2015年1月10日第1刷発行（2014年12月26日発売[78]）、ISBN 978-4-08-601842-5
  5. 『炎の蜃気楼昭和編 夢幻燈ブルース』2015年5月10日第1刷発行（5月1日発売[79]）、ISBN 978-4-08-601857-9
  6. 『炎の蜃気楼昭和編 夜叉衆ブギウギ』2015年9月10日第1刷発行（9月1日発売[80]）、ISBN 978-4-08-601871-5
  7. 『炎の蜃気楼昭和編 無頼星ブルース』2016年2月10日第1刷発行（1月29日発売[81]）、ISBN 978-4-08-601888-3
  8. 『炎の蜃気楼昭和編 悲願橋ブルース』2016年8月10日第1刷発行（7月29日発売[82]）、ISBN 978-4-08-608010-1
  9. 『炎の蜃気楼昭和編 紅蓮坂ブルース』2017年1月10日第1刷発行（2016年12月27日発売[83]）、ISBN 978-4-08-608024-8
  10. 『炎の蜃気楼昭和編 涅槃月ブルース』2017年8月10日第1刷発行（8月1日発売[84]）、ISBN 978-4-08-608045-3
  11. 『炎の蜃気楼昭和編 散華行ブルース』2018年1月10日第1刷発行（2017年12月26日発売[85]）、ISBN 978-4-08-608060-6

### 漫画
- 桑原水菜（原作）・浜田翔子（作画） 『炎の蜃気楼 特別編（CLAWLESS HAWK）』 白泉社〈白泉社レディースコミックス〉、1995年9月発行、ISBN 4-592-15580-7
  - 本編9巻と10巻の間に当たるストーリーを、書き下ろし原作でコミック化。
- くすみことこ「オウギチャンネル!―『炎の蜃気楼』まんがエッセイ」1997年8月1日発売[86]、集英社、ISBN 4-08-609055-4
  - 本編刊行時に雑誌コバルトに並行して掲載されていたエッセイ漫画をまとめたもの。最新刊の内容を扱ったギャグパロディが多い。
- 桑原水菜（原作）・浜田翔子（作画）、白泉社〈白泉社レディースコミックス〉、全4巻
  1. 『炎の蜃気楼1』1996年3月15日初版発行、ISBN 4-592-15581-5
  2. 『炎の蜃気楼2』1996年9月15日初版発行、ISBN 4-592-15582-3
  3. 『炎の蜃気楼3』1997年2月15日初版発行、ISBN 4-592-15583-1
  4. 『炎の蜃気楼4 凍てついた翼』1997年10月15日初版発行、ISBN 4-592-15584-X
- 桑原水菜（原作）・浜田翔子（作画） 『炎の蜃気楼』 白泉社〈白泉社文庫〉、全3巻
  1. 2001年3月20日初版発行（3月15日発売[87]）、ISBN 4-592-88058-7
  2. 2001年6月20日初版発行（6月15日発売[88]）、ISBN 4-592-88059-5
  3. 2001年9月19日初版発行（9月14日発売[89]）、ISBN 4-592-88060-9
- 桑原水菜（原作）・浜田翔子（作画） 『炎の蜃気楼R（リブート）』 秋田書店〈ボニータコミックス〉、全10巻
  1. 2020年12月16日発売[90]、ISBN 978-4-253-26501-0
  2. 2021年5月14日発売[91]、ISBN 978-4-253-26502-7
  3. 2021年10月15日発売[92]、ISBN 978-4-253-26503-4
  4. 2022年4月14日発売[93]、ISBN 978-4-253-26504-1
  5. 2022年9月14日発売[94]、ISBN 978-4-253-26505-8
  6. 2023年2月16日発売[95]、ISBN 978-4-253-26506-5
  7. 2023年7月13日発売[96]、ISBN 978-4-253-26507-2
  8. 2024年1月16日発売[97]、ISBN 978-4-253-26508-9
  9. 2024年6月14日発売[98]、ISBN 978-4-253-26509-6
  10. 2024年12月16日発売[99]、ISBN 978-4-253-26510-2

### 関連書籍
- 『「炎の蜃気楼」イラスト集-愛する者へ-』1993年5月25日第1刷発行（5月20日発売[100]）、ISBN 4-08-609023-6
  - 文庫の絵をまとめたイラスト集。原作者・桑原水菜の書きおろし短編も収録。
- 『東城和実POSTCARD COLLECTION』1993年12月24日発売、ISBN 4-08-611816-5
  - 第13巻までのイラストを担当した東城和実のイラスト集。
- 『炎の蜃気楼シリーズ 『炎の蜃気楼』紀行』1994年3月10日第1刷発行（3月3日発売[101]）、ISBN 4-08-611825-4
- 『「炎の蜃気楼」イラスト集 BLOODY MOON-癒えることなき傷口のように-』1997年10月5日第1刷発行（10月3日発売[102]）、ISBN 4-08-609056-2
  - 文庫の表紙のほか、≪誕生日≫をテーマに桑原水菜の書きおろし外伝と浜田翔子の書きおろし漫画を合作でプラスしたイラスト集。
- 『炎の蜃気楼を巡る ミラージュ・フォト紀行-東日本編-』1998年7月10日第1刷発行（7月3日発売[103]）、ISBN 978-4-08-102087-4
- 『炎の蜃気楼を巡る ミラージュ・フォト紀行-西日本編-』2001年5月30日第1刷発行（5月25日発売[104]）、ISBN 4-08-609072-4
- 『炎の蜃気楼 総集編』2010年4月30日第1刷発行、ISBN 978-4-08-102087-4
- 『炎の蜃気楼セレクション』2020年11月30日第1刷発行（11月26日発売[105]）、ISBN 978-4-08-790016-3
- 『炎の蜃気楼アンコール』2024年10月31日発売[106]、電子書籍限定
  - 本編完結20周年＆昭和編開幕10周年を記念し、文庫未収録の小説、イラスト、漫画などを一挙収録した電子限定版のスペシャルブック。

## 関連商品

### ドラマCD
集英社カセットブック・CDブック
- 「炎の蜃気楼 まほろばの龍神」（1992年12月1日）
- 「炎の蜃気楼 断章 最愛のあなたへ―My Only Dictator―」（1993年7月16日）
- 「炎の蜃気楼 この夜に、翼を―NIGHT WING―」（1994年7月21日）
- 「炎の蜃気楼 鷲よ、誰がために翔ぶ」（1997年5月16日）

「まほろばの龍神」及び「最愛のあなたへ」は文庫版を音声化したもの。
「この夜に、翼を」と「鷲よ、誰がために翔ぶ」は原作者・桑原水菜脚本のオムニバス形式（書き下ろしを含む）。
懸賞CD
- 「コバルトときめきCD」 Cobalt 1994年8月号 （第1回ときめきテレフォンを収録）
- 「桑原水菜『炎の蜃気楼』ときめきCD」 1994年・桑原水菜フェア （第1回〜3回までのときめきテレフォン分を収録）
- 「Cobalt＆Super Fantasy Voice Message」 Cobalt 1996年8月号
- 「コバルトときめき放送局」 Cobalt 1997年8月号 （『ミラージュ・ドリーム（直江ドリーム）』収録）
- 「コバルトときめきドラマシアター」 Cobalt 1998年8月号 （ニッポン放送のラジオドラマ再編集版）
- 「ときめきテレフォン傑作集」 Cobalt 1999年8月号 （ときめきテレフォンの怨讐の門を収録）
- 「コバルトときめきドラマシアター2」 Cobalt 2000年8月号 （『四万十日記』収録）

応募者全員サービス
- 「コバルト☆ときめき☆ドラマCD Remix」 （『第38巻 阿修羅の前髪』収録） Cobalt 2003年8月号
- 「Cobalt 2004 よりどりみどりのドラマCD ヨリドラ①」 （『第40巻 千億の夜をこえて』収録） Cobalt 2004年8月号
- 「Cobalt ヨリドラ'05 よりどりみどりのドラマCD② 」 （『第25巻 怨讐の門 白雷編』、『第26巻 怨讐の門 黒陽編』、『第34巻 耀変黙示録Ⅴ 天魔の章』収録） Cobalt 2005年8月号
- 「Cobalt Drama CD Plus 1」 （『第28巻 怨讐の門 破壤編』最終章『怨讐の門』収録） Cobalt 2008年9月号
- 「Cobalt Drama CD Plus 2」 （『赤い鯨とびいどろ童子』より『終わりを知らない遊戯のように。』収録） Cobalt 2008年11月号
- 「Cobalt CD PREMIUM 1」 （『兄たち登場編』、『直江、高耶出会い編』収録） Cobalt 2009年9月号
- 「Cobalt CD PREMIUM 2」 （『第24巻 怨讐の門〜直江、独白編』収録） Cobalt 2009年11月号
- 「CobaltスペシャルCD Rouge -告白-」 （『炎の蜃気楼 まほろばの龍神〜過去との葛藤編〜』収録） Cobalt 2010年9月号
- 「CobaltスペシャルCD Noir -誘惑-」 （『炎の蜃気楼邂逅編 真皓き残響』より『外道丸様〜玄奘蜘蛛編〜』収録） Cobalt 2010年11月号
- 「Cobalt★7 ドラマCD Gold」 （『群青』より『七月生まれのシリウス』収録） Cobalt 2010年11月号
- 「Cobalt★7 ドラマCD Platinum」 （『炎の蜃気楼邂逅編 真皓き残響』より『仕返換生〜紅衣観音編〜』収録） Cobalt 2012年3月号
- 「Cobalt★7 ドラマCD Etoile」 （桑原水菜書き下ろし脚本の『overture』収録。昭和編が舞台。劇中のプロレス中継の脚本を速水奨が担当）Cobalt 2012年11月号
- 「Cobalt★7 ドラマCD Soleil」 （コバルト小冊子掲載『20歳の月』収録） Cobalt 2013年1月号

特典CD
- 「Special CD Ver.1 炎の蜃気楼 DRAMA CD－バイト地獄巡り編－」（TVシリーズ DVD-BOX特典）
- 「Special CD Ver.0 炎の蜃気楼 DRAMA CD 高耶リベンジ編」
- 「炎の蜃気楼 冥界上杉軍ラジオステーション」（全5巻）（TVシリーズDVD単体購入特典）
- 「THE IMAGE-SOUND OF “CHI-GI-RI” WINE Longing」（契ワイン購入特典）
- 「炎の蜃気楼 RADIO STATION II」（OVA 他ショップDVD全巻購入特典）
- 「炎の蜃気楼 みなぎわの反逆者 another story－Prologue－」（OVA アニメイトDVD全巻購入特典）
- 「炎の蜃気楼 みなぎわの反逆者 another story」（OVA DVD全巻購入応募特典）
- 「終わりを知らない遊戯のように。」（番外編「赤い鯨とびいどろ童子」特典）

### イメージアルバム
本作のイメージ・ソング集。メイン作曲家は亀山耕一郎（引き続きアニメ版も担当、イメージアルバムには亀山による楽曲のピアノアレンジ版も収録）。SAM PROJECT、山中紀昌、見良津健雄、藤原正紀（ボーカルも担当）なども参加。
原作者の桑原や作詞家の日々安里、相田毅などが作詞を手がけている他、ボーカルには上野洋子、山根麻衣（「KATHY SHOWER」名義）、山根栄子などが参加している。
仰木高耶のイメージソングのボーカルは山根暁→岡崎昌幸、直江信綱のイメージソングのボーカルは甲斐直弥→森誠司→市之瀬洋一・風雅なおとが担当。
- 「炎の蜃気楼 ―MIRAGE OF BLAZE―」（1993年8月21日）
- 「炎の蜃気楼 OFF VOCAL VERSION」（1995年1月21日）（上記アルバムのオフヴォーカル盤）
- 「炎の蜃気楼II―わだつみの楊貴妃―」（1995年1月21日）
- 「炎の蜃気楼III〜火輪の王国より〜」（1996年7月21日）
- 「炎の蜃気楼IV―執愛―（ヴォーカル・コレクション）」（1998年4月1日）
- 「炎の蜃気楼 OFF VOCAL COLLECTION」（1998年12月19日）（イメージアルバム全歌唱曲のオフヴォーカル盤。CD2枚組）
- 「炎の蜃気楼 SPECIAL CD COLLECTION」（2002年3月20日）（イメージアルバム全4枚を集めたコンプリートアルバム）
- 「炎の蜃気楼 オリジナルサウンド・トラック」（2002年2月27日）（TVアニメシリーズ オリジナル・サウンドトラック）
- 「みなぎわの反逆者 オリジナルサウンド・トラック」（2004年8月4日）（OVA「みなぎわの反逆者」オリジナル・サウンドトラック）

### CD-ROM
PCデスクトップアクセサリ「炎の蜃気楼 〜Mirage of Blaze Digital Collection〜」が2003年にソニー・ミュージックディストリビューションから発売。
仰木高耶（関俊彦）・直江信綱（速水奨）によるシステムサウンド用録り下ろしボイスや、スケジューラー＆時計機能、スクリーンセーバー＆壁紙集などを収録。Windows 98/98SE/Me/2000/XP対応。

## コバルトときめきテレフォン
指定番号に電話をかけると、原作者と声優の会談や声優による作品の朗読が自動再生されるコバルト文庫のサービス。1993年11月17日から1997年7月24日まで桑原書き下ろしのミニドラマや原作の一場面が流された。
仰木高耶役の関俊彦と千秋修平役の松本保典はドラマCDからの出演だが、直江信綱役の速水奨はときめきテレフォンが初参加。高坂弾正役の塩沢兼人は2000年に急逝したため、この一回のみの担当となった（テレビアニメからは堀内賢雄が代役）。
1998年4月1日から開始されたリニューアル版の「NEWときめきテレフォン」ではナビゲーターに小野坂昌也を迎え、桑原と関・速水の作品にまつわる会談や、関・速水による原作の朗読がされた。
- 「第一回・私が死んだら高耶さんが悲しむでしょう」 声の出演：速水奨（直江信綱）、桑原水菜
- 「第二回・誕生日にはベルベット・ローズの花束届けます」 声の出演：関俊彦（仰木高耶）、速水奨（直江信綱）、桑原水菜
- 「第三回・ひとのに乗んならベンツがいい」 声の出演：関俊彦（仰木高耶）、速水奨（直江信綱）、桑原水菜
- 「第四回・義明のこと末永く頼んだよ PART1」 声の出演：関俊彦（仰木高耶）、速水奨（直江信綱）、田中秀幸（橘照弘＆北条氏照）
- 「第五回・義明のこと末永く頼んだよ PART2」 声の出演：関俊彦（仰木高耶）、速水奨（直江信綱）、田中秀幸（橘照弘＆北条氏照）
- 「第六回・千秋、おまえなにえらそうに『先生』やってんの」 声の出演：関俊彦（仰木高耶）、松本保典（千秋修平）、古本新之輔（成田譲）
- 「第七回・私の想いは、あなたの雪になれますか」 声の出演：関俊彦（仰木高耶）、速水奨（直江信綱）
- 「第八回・仰木兄弟の夏休み」 声の出演：関俊彦（仰木高耶）、丹下桜（仰木美弥）
- 「第九回・『砂漠純情』編」 声の出演：速水奨（直江信綱）、塩沢兼人（高坂弾正）
- 「第十回・『景虎様と私』編」 声の出演：速水奨（直江信綱）、関俊彦（仰木高耶）、宮田始典（一蔵）
- 「第十一回・ＮＥＷときめきテレフォン1回目 PART1」 声の出演：小野坂昌也、桑原水菜
- 「第十二回・ＮＥＷときめきテレフォン1回目 PART2」 声の出演：小野坂昌也、速水奨、桑原水菜
- 「第十三回・ＮＥＷときめきテレフォン1回目 PART3」 声の出演：小野坂昌也、速水奨（直江信綱）、桑原水菜
- 「第十四回・怨讐の門完結編発売直後 PART1」 声の出演：小野坂昌也、速水奨、桑原水菜
- 「第十五回・怨讐の門完結編発売直後 PART2」 声の出演：小野坂昌也、速水奨（直江信綱）、桑原水菜
- 「第十六回・怨讐の門完結編発売直後 PART3」 声の出演：小野坂昌也、速水奨（直江信綱）、桑原水菜
- 「第二十四回・耀変黙示録II PART1」 声の出演：関俊彦（仰木高耶）、速水奨（直江信綱）、小野坂昌也、桑原水菜
- 「第二十五回・耀変黙示録II PART2」 声の出演：関俊彦、速水奨、小野坂昌也、桑原水菜
- 「第二十六回・真皓き残響 夜叉誕生文庫化 PART1」 声の出演：関俊彦（上杉景虎）、小野坂昌也、桑原水菜
- 「第二十七回・真皓き残響 夜叉誕生文庫化 PART2」 声の出演：小野坂昌也、桑原水菜
- 「第二十八回・耀変黙示録IV 神武の章」 声の出演：小野坂昌也、桑原水菜
- 「第二十九回・真皓き残響 外道丸様 発売＆アニメ化 PART1」 声の出演：小野坂昌也、桑原水菜
- 「第三十回・真皓き残響 外道丸様 発売＆アニメ化 PART2」 声の出演：小野坂昌也、桑原水菜、関俊彦、速水奨
- 「第三十一回・耀変黙示録Ⅵ 乱火の章」 声の出演：小野坂昌也、桑原水菜
- 「第三十二回・革命の鐘は鳴る」 声の出演：小野坂昌也、桑原水菜
- 「第三十四回・阿修羅の前髪」 声の出演：関俊彦（仰木高耶）、速水奨（直江信綱）、小野坂昌也、桑原水菜
- 「第三十五回・真紅の旗をひるがえせ」 声の出演：小野坂昌也、桑原水菜
- 「第三十六回・千億の夜をこえて PART1」 声の出演：小野坂昌也、桑原水菜
- 「第三十七回・千億の夜をこえて PART2」 声の出演：関俊彦（仰木高耶）、速水奨（直江信綱）、小野坂昌也、桑原水菜

## WEBラジオ
TVアニメ化を記念して、アニプレックスのアニメ公式サイトでネットラジオ「冥界上杉軍ラジオステーション」が2002年7月23日から9月17日まで配信。ラジオパーソナリティは関俊彦と速水奨が務めた。
また、OVA化を記念して同サイトで続編となる「冥界上杉軍ラジオステーション2（NEW）」が2004年6月18日から10月16日まで配信。パーソナリティは引き続き、関俊彦と速水奨が担当。
- 「冥界上杉軍ラジオステーション 第1回」
- 「冥界上杉軍ラジオステーション 第2回」
- 「冥界上杉軍ラジオステーション 第3回」
- 「冥界上杉軍ラジオステーション 第4回」
- 「冥界上杉軍ラジオステーション 第5回」
- 「冥界上杉軍ラジオステーション2（NEW） 第1回」
- 「冥界上杉軍ラジオステーション2（NEW） 第2回」
- 「冥界上杉軍ラジオステーション2（NEW） 第3回」
- 「冥界上杉軍ラジオステーション2（NEW） 第4回」
- 「冥界上杉軍ラジオステーション2（NEW） 第5回」
- 「冥界上杉軍ラジオステーション2（NEW） 第6回」
- 「冥界上杉軍ラジオステーション2（NEW） 第7回」
- 「冥界上杉軍ラジオステーション2（NEW） 第8回」
- 「ときめきWebラジオ 第2回『炎の蜃気楼メモリアル』」
- 「ときめきWebラジオ 第51回『赤い鯨とびいどろ童子』」

## ラジオドラマ
1998年10月6日から10月9日までニッポン放送「ゲルゲ・夜のドラマシアター」内の『草尾毅と宮村優子のカフェでゲルゲ』で、原作第1巻をダイジェスト化したラジオドラマが放送された。全4回。
声の出演は関俊彦（仰木高耶）、速水奨（直江信綱）、阪口大助（成田譲）。

## テレビアニメ・OVA
テレビアニメが2002年1月7日から4月8日までキッズステーションで放送された。その後、2004年7月から11月にかけて『炎の蜃気楼 〜みなぎわの反逆者〜』のタイトルでOVAが発売された。

### スタッフ
特記のないものはTVアニメ・OVA共通。
- 原作 - 桑原水菜（集英社「コバルト文庫」刊）[6]
- 監督 - 工藤進（TVアニメ）[6]、室井ふみえ（OVA）[7]
- 監修 - 平田敏夫（TVアニメ）[6]
- エグゼクティブプロデューサー - 白川隆三（TVアニメ）
- 企画 - 佐野総一郎（TVアニメ）
- シリーズ構成 - ときたひろこ（TVアニメ）[6]
- キャラクターデザイン - 竹田逸子（TVアニメ）[6]、室井ふみえ（OVA）[7]
- 総作画監督 - 内田順久、竹田逸子（TVアニメ）
- メカニックデザイン - やまだたかひろ（TVアニメ）
- 美術監督 - 松宮正純（TVアニメ）[6]、金子英俊（OVA）[7]
- 美術設定 - 青木智由紀（TVアニメ）
- 色彩設計 - 谷本千絵（TVアニメ）[6]、三笠修（OVA）[7]
- 撮影監督 - 柳沢宏明（TVアニメ）[6]、白井久男（OVA）
- 編集 - 瀬山武司（TVアニメ）[6]、寺内聡（OVA）
- 音楽 - 亀山耕一郎[107]
- 音響監督 - 鶴岡陽太[6]
- プロデューサー - 増島由美子
- アニメーションプロデューサー - 白井勝也（TVアニメ）
- アニメーション制作協力 - スタジオマトリックス（TVアニメ）
- アニメーション制作 - マッドハウス[6]
- 製作 - SMEビジュアルワークス (TVアニメ)、アニプレックス (OVA)

### 主題歌
オープニングテーマ
「Blaze 2002」（TVアニメ）
作詞 - TRACY ROSE / 作曲 - SAM PROJECT / 編曲 - 亀山耕一郎 / 歌 - KATHY SHOWER
「A Vision Of Flames」（OVA）
作詞 - Suzi Kim / 作曲 - 中村望 / 編曲 - 梅堀淳 / 歌 - 山根麻以
エンディングテーマ
「Tears Of Indigo」（OVA）
作詞 - 山根麻以&Suzi Kim / 作曲 - 山根麻以 / 編曲 - 江口貴勅 / 歌 - 山根麻以

### 各話リスト
テレビアニメ
| 話数 | サブタイトル   | 脚本             | 絵コンテ          | 演出                           | 作画監督                                 |
| ---- | -------------- | ---------------- | ----------------- | ------------------------------ | ---------------------------------------- |
| 1    | 炎渦の邂逅     | ときたひろこ     | 工藤進            | 木村寛                         | 松下純子                                 |
| 2    | 闇からの換生   | ふでやすかずゆき | 平田敏夫          | 奥村吉昭                       | 奥村吉昭 李炫姃                          |
| 3    | 無明の覚醒     | 中村亮介         | 原博              | 工藤進                         | 村上勉                                   |
| 4    | 連鎖の予感     | 江夏由結         | 平田敏夫          | 木村寛                         | つばたよしあき                           |
| 5    | 終わりなき葛藤 | ときたひろこ     | 駒井一也          | 小泉謙三                       | 小泉謙三                                 |
| 6    | 緋色の刻印     | 筆安一幸         | 西村純二          | 平池芳正                       | 梅原隆弘 秦野好昭                        |
| 7    | 怨嗟の記憶     | ときたひろこ     | 西村純二          | 木村寛                         | 松下純子                                 |
| 8    | 迷執の果て     | 中村亮介         | 中野新道          | 奥村吉昭                       | 奥村吉昭                                 |
| 9    | 果てしなき虚空 | 江夏由結         | うえだひでひと    | 大山のぼる                     | 増谷三郎 野田六助                        |
| 10   | 哀しい背信     | ときたひろこ     | ひいろゆきな      | 木村寛                         | 桑名郁朗                                 |
| 11   | 永遠の業火     | 江夏由結         | 渕上真            | 工藤進 はしもとなおと          | 秦野好紹 金東俊 DR DIGITAL               |
| 12   | 修羅の選択     | 中村亮介         | 小泉謙三 中野新道 | 工藤進 はしもとなおと 中野新道 | 川井祐太 泰野好昭 やまだたかひろ（メカ） |
| 13   | 遥かなる残照   | ときたひろこ     | 平田敏夫          | 工藤進 木村寛                  | 石井久美 松下純子 やまだたかひろ（メカ） |

OVA
| 話数  | サブタイトル     | 脚本     | 絵コンテ   | 演出 （演出助手）                  | 作画監督                     | 発売日         |
| ----- | ---------------- | -------- | ---------- | ---------------------------------- | ---------------------------- | -------------- |
| 第1章 | 悲願             | 筆安一幸 | 室井ふみえ | 阿覧角嗣                           | 室井ふみえ                   | 2004年7月28日  |
| 第2章 | タイガース・アイ | 筆安一幸 | 阿覧角嗣   | 田中洋之 （吉野智美） （平尾隆之） | 山本善哉                     | 2004年9月29日  |
| 第3章 | みなぎわの風     | 筆安一幸 | 阿部恒     | 室井ふみえ 田中洋之 （吉野智美）   | 阿覧角嗣 山本善哉 室井ふみえ | 2004年11月26日 |

### 関連商品

#### DVD
| 巻  | 発売日[108]   | 収録話          | 規格品番  |
| --- | ------------- | --------------- | --------- |
| 1   | 2002年9月19日 | 第1話 - 第2話   | SVWB-1575 |
| 2   | 2002年9月19日 | 第3話 - 第4話   | SVWB-1576 |
| 3   | 2002年9月19日 | 第5話 - 第6話   | SVWB-1577 |
| 4   | 2002年9月19日 | 第7話 - 第8話   | SVWB-1578 |
| 5   | 2002年9月19日 | 第9話 - 第10話  | SVWB-1579 |
| 6   | 2002年9月19日 | 第11話 - 第13話 | SVWB-1580 |
| BOX | 2002年9月19日 | 全13話          | SVZB-1575 |
| 巻 | 発売日[108]    | 規格品番  |
| -- | -------------- | --------- |
| 1  | 2004年7月28日  | ANSB-7001 |
| 2  | 2004年9月29日  | ANSB-7002 |
| 3  | 2004年11月26日 | ANSB-7003 |

#### BD
| 巻  | 発売日[108]   | 規格品番     |
| --- | ------------- | ------------ |
| BOX | 2020年5月27日 | ANZX-11075/7 |

## 舞台『炎の蜃気楼』昭和編
2014年にトライフルエンターテインメントで昭和編が舞台化され好評につき毎年秋に続編シリーズの上演が4年に亘り行われた。
2024年には10周年を記念し、舞台キャストによるトークも行われる上映イベントが開催された。

### 原作・脚本演出
- 原作 - 桑原水菜（集英社「コバルト文庫」刊）
- 演出 - 伊勢直弘、 松崎史也（「瑠璃燕ブルース」のみ）
- 脚本 - 西永貴文[注 4]（猫☆魂）

### キャスト
- 加瀬賢三／上杉景虎 - 富田翔
- 笠原尚紀／直江信綱 - 荒牧慶彦（「夜啼鳥ブルース」から「夜叉衆ブギウギ」まで）、平牧仁（「紅蓮坂ブルース」以降）
- 小杉マリー／柿崎晴家 - 佃井皆美
- 宮路良／安田長秀 - 藤本涼（「瑠璃燕ブルース」から「夜叉衆ブギウギ」まで）、五十嵐麻朝（「紅蓮坂ブルース」以降）
- 北里美奈子 - 今出舞（「夜叉衆ブギウギ」除く「紅蓮坂ブルース」まで）、小野川晶（「紅蓮坂ブルース」以降）
- 名詰幸太 - 川隅美慎（「瑠璃燕ブルース」）
- 東雲次郎 - 中村龍介（「瑠璃燕ブルース」）
- 高坂弾正 - 富田健太郎（「瑠璃燕ブルース」）、鐘ヶ江洸（「紅蓮坂ブルース」以降）
- 高屋敷鉄二 - 宮城紘大（「紅蓮坂ブルース」）、田中尚輝（「散華行ブルース」）
- マサ - 湯浅雅恭（「夜啼鳥ブルース」から「夜叉衆ブギウギ」まで）
- 朽木慎治／織田信長 - 増田裕生
- ジェイムス・D・ハンドウ／森蘭丸 - 林修司
- 佐々木由紀雄／色部勝長 - 笠原紳司
- 執行健作 - 水谷あつし

### 公演リスト
| 演目名                          | 公演日程                  | 公演会場           |
| ------------------------------- | ------------------------- | ------------------ |
| 炎の蜃気楼昭和編 夜啼鳥ブルース | 2014年9月17日 - 9月23日   | シアターサンモール |
| 炎の蜃気楼昭和編 瑠璃燕ブルース | 2015年10月8日 - 10月13日  | シアター1010       |
| 炎の蜃気楼昭和編 夜叉衆ブギウギ | 2016年10月21日 - 10月30日 | シアターサンモール |
| 炎の蜃気楼昭和編 紅蓮坂ブルース | 2017年10月12日 - 10月17日 | シアター1010       |
| 炎の蜃気楼昭和編 散華行ブルース | 2018年8月11日 - 8月19日   | スペース・ゼロ     |